# 半田市立花園小学校
半田市立花園小学校（はんだしりつ はなぞのしょうがっこう）は、愛知県半田市花園町にある公立小学校。
1968年に半田市立成岩小学校の分校として設置され、翌1969年度から花園小学校として独立した。

## 沿革
- 1968年（昭和43年） - 半田市立成岩小学分校として設置。
- 1969年（昭和44年）
  - 4月1日 - 半田市立花園小学校として独立し開校。
  - 5月27日 - 開校記念式を行う。
- 1971年（昭和46年）3月3日 - 体育館が完成する。
- 1975年（昭和50年） - 校舎を増築する。
- 1977年（昭和52年） - 校舎を増築する。
- 2012年（平成24年） - 新体育館が完成する。

## 学区
- 有楽町3-8丁目、旭町2-5丁目、川崎町、青山、花園町、稲荷町（南知多道路以東）、新宮町（南知多道路以東）、神田町（南知多道路以東）[1]

公立中学校の進学先は半田市立青山中学校である。

## 交通アクセス
- 名鉄河和線青山駅下車、徒歩約12分。
- JR東海武豊線東成岩駅下車、徒歩約18分。
- 半田市公共交通バス「ごんくる（青成バス）」乗車、「花園小学校北」バス停より徒歩約3分。

## 周辺施設
- 半田市立青山中学校
- 半田市立花園幼稚園
- 名鉄河和線青山駅